# Mario Merighi
Mario Merighi (Viterbo, 9 settembre 1876 – Mirandola, 11 aprile 1970) è stato un medico e politico italiano, componente dell'Assemblea Costituente.
Tisiologo di fama internazionale ed esperto di opere di bonifica idraulica, venne eletto all'Assemblea Costituente.

## Biografia

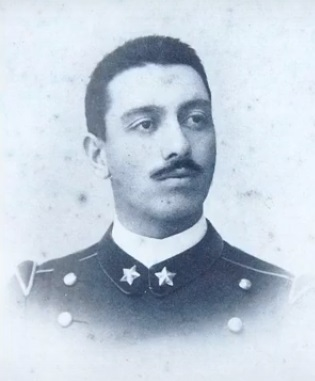
Mario Merighi in uniforme

Figlio di Pietro Merighi ed Anna Fabiani, nacque a Viterbo in una famiglia di origini modenesi (lo zio Augusto Merighi fu un garibaldino mirandolese) con ideali mazziniani e progressisti.
Laureatosi nel 1899 a 23 anni in medicina e chirurgia presso l'Università di Modena, diviene medico condotto a Castelleone e, successivamente, ospedaliero. Nel frattempo, fondò diverse associazioni e cooperative di produzione e consumo, dedicandosi altresì per migliorare le condizioni di vita dei più poveri.
Nella prima guerra mondiale fu richiamato alle armi il 15 maggio 1915 come sottotenente medico del 210º ospedale da campo e per il servizio prestato fu promosso a tenente e poi capitano, ottenendo anche la Croce al merito di guerra. Ritornato a Mirandola, diventa presidente della locale Associazione Nazionale Combattenti, con promuove altre due società cooperative.

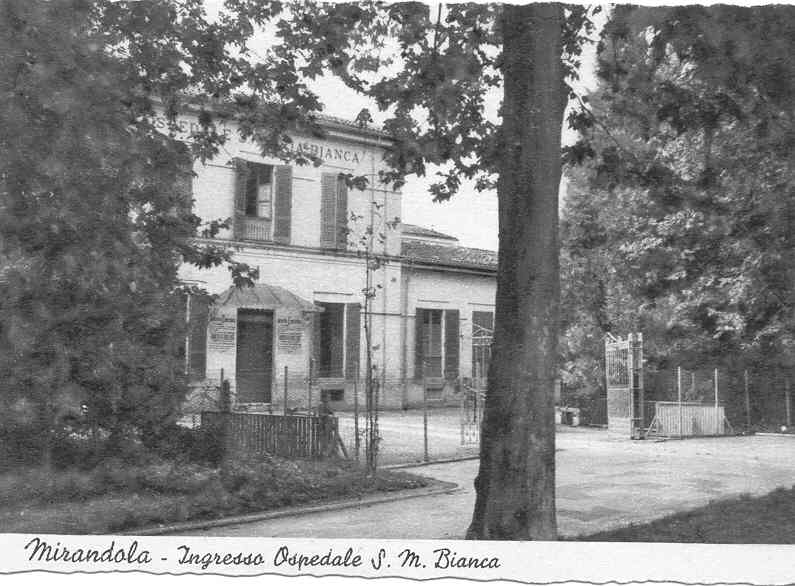
Ingresso dell'ospedale Santa Maria Bianca negli anni 1940

Durante l'epoca fascista cercò di limitare le ingerenze del regime: per questo venne monitorato dai fascisti, che lo bastonarono nel 1922 e lo fecero oggetto di due attentati.
Divenuto direttore provvisorio dell'ospedale Santa Maria Bianca di Mirandola nel 1922, dopo dieci anni venne definitivamente confermato direttore d'ospedale, grazie alla stima presso i cittadini mirandolesi. Per tale motivo, nel 1934 il suo nome viene cancellato dallo schedario dei sovversivi, pur rimanendo un punto di riferimento per gli antifascisti.
Andato in pensione nel 1941, durante la Resistenza fu tra i fondatori del Comitato di Liberazione Nazionale di Mirandola, prodigandosi per curare molti partigiani feriti, organizzandone la fuga dall'ospedale di Mirandola, di cui era il direttore e primario della divisione di medicina. Il 21 aprile 1945 ricevette l'ordine sgombrare l'ospedale cittadino, riservandolo ai soldati nazisti in ritirata, ma Merighi prese tempo in attesa della liberazione della città (avvenuta la sera del giorno dopo).

## Carriera politica

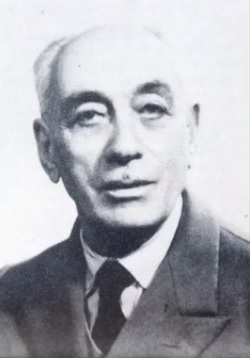
Mario Merighi

Iscritto al Partito Socialista Italiano fin dal 1894, militò nella corrente riformista di Leonida Bissolati (con cui fu espulso nel 1912). Nel 1914 venne segnalato come "sovversivo" nel casellario politico centrale. Nel primo dopoguerra pre arte attivamente alla campagna elettorale delle elezioni politiche del 1919 e del 1921 e fondò la sezione mirandolese dell'Associazione nazionale combattenti, contrastando per alcuni anni le ingerenze fasciste e favorendo l'inserimento lavorativo dei reduci di guerra attraverso la cooperativa edilizia e la cooperativa agricola da lui stesso fondate. Dopo gli attentati fascisti subiti nel 1922, fu costretto a tenere un comportamento più riservato, pur rimanendo un punto di riferiment degli antifascisti della zona. Nel 1934 fu cancellato dallo schedario dei sovversivi, ma nel 1944 fu arrestato dalla Guardia nazionale repubblicana con l'accusa di propaganda antifascista, per poi essere rilasciato dopo poco.
Segretario della federazione provinciale del Partito Socialista Italiano di Unità Proletaria dopo la liberazione, venne eletto all'Assemblea Costituente con 7.634 preferenze nel collegio elettorale di Parma. Prese parte alla discussione dell'articolo 32 della Costituzione italiana che tutela la salute degli individui, battendosi perché le cure mediche non fossero assicurate solo agli indigenti, ma a tutte le persone. 
(Mario Merighi, intervento all'Assemblea costituente, 24 aprile 1947)
Propose poi di inserire il dovere di ogni cittadino "di tutelare la propria sanità fisica, anche pel rispetto della stessa collettività". Altre proposte da lui presentate all'Assemblea costituente riguardarono l'articolo 38 sull'assistenza e previdenza sociale, in particolare presentando diversi emendamenti in materia di tutela dei disabili e loro inclusione nella società, assistenza per i lavoratori malati ed infortunati e garanzia economica alle famiglie dei caduti sul lavoro.
Negli anni 1950 partecipò attivamente al dibattito sulle case chiuse, al fianco di Lina Merlin.
Dopo il pensionamento, fu consigliere comunale a Mirandola; dal 1952 al 1957 fu presidente provinciale dell'Ordine dei medici e nello stesso periodo anche vicepresidente della Cassa di risparmio di Mirandola divenendone presidente poi per dieci anni fino al 1967.
Nel 1965 depositò presso l'Istituto storico della resistenza e della società contemporanea in provincia di Modena il proprio fondo archivistico, costituito da documenti storici sugli aiuti prestati ai militari alleati da parte della popolazione modenese.
Morì a Mirandola nel 1970 all'età di 93 anni e fu seppellito al cimitero locale. A seguito del grave danneggiamento del cimitero monumentale per il terremoto dell'Emilia del 2012, la sua salma fu trasferita nel 2013 al cimitero della frazione di Tramuschio. Nel 2016 la sua salma fu ritumulata nella sua tomba a Mirandola.
In memoria di Mario Merighi è intitolata una strada nel quartiere nord di Mirandola e il locale circolo medico, mentre la piazza principale è denominata piazza della Costituente in ricordo della sua attività parlamentare.

## Filmografia
- Fabio Montella, Mario Merighi, un medico modenese in Assemblea Costituente, su YouTube, Istituto storico di Modena, 3 giugno 2020. URL consultato il 28 dicembre 2020.